# Hunyor-major
A Hunyor-major (eredeti cím: Jakers! The Adventures of Piggley Winks) 2003-tól 2007-ig futott amerikai–brit televíziós 3D-s számítógépes animációs sorozat, amelynek alkotói Mike Young és Liz Young. A tévéfilmsorozat az Entara Ltd., a Mike Young Productions és a Crest Communications Limited gyártásában készült, a The Program Exchange forgalmazásában jelent meg. Műfaját tekintve kalandfilmsorozat és filmvígjáték-sorozat. Az Egyesült Államokban a PBS vetítette, az Egyesült Királyságban a CBeebies sugározta, Magyarországon a Minimax, a JimJam és az M2 adta.

## Ismertető
A sorozat világában antropomorf állatok elevenítik meg az emberi karaktereket. Főhőse a disznó Hunyori Rafi, aki a családjában már a nagypapa és a Hunyor család jelenlegi legidősebb tagja. Rafi gyakran vigyáz az unokáira, ilyenkor általában gyermekkorának humoros történeteivel szórakoztatja őket. Rafi történeteit hallgatva visszautazunk az időben a gyermekéveinek színhelyére, a Raloo Farmra, Írországba, ahol megismerhetjük legjobb barátait, Récefi Danát, Nándit és a kishúgát, Babit. A történetei kalandosabbnál-kalandosabbak, kiderül például, hogy Rafi hogyan fogta ki a „mindenttudó lazacot”, és hogy a hal segítségével "átevickélt-e" az iskolai vizsgáin...

## Szereplők
- Hunyori Rafi – Malacgyermek, aki a sorozat főhőse. Nagypapa korában már az unokáinak meséli el gyermekkorának történetét.
- Récefi Dana – Rafi réce barátja. Szemüveget és piros masnit hord.
- Hunyori Babi – Rafi kishúga. Nagyon kíváncsi mindenre, és felnéz a bátyjára. Az idős Rafi "Babi néniként" emlegeti a gyerekeknek. Egyszer ő is mesél Rafi unokáinak levélen keresztül, de felnőttként személyesen sosem láthatjuk.
- Fernando (Nándi) – Rafi borjú barátja. Piros mellényt és kék zakót hord. Egy alkalommal őt is láthatjuk idősen, amikor látogatóba érkezik Rafihoz és családjához, az idős Rafi születésnapjára.
- Rafi apja – Gazda a Raloo farmon, Rafi becsületes, szorgos apja.
- Rafi anyja – Rafi édesanyja, aki sokat főz, és gondoskodik a farmról és a Hunyori családról.
- Hektor – Rafi borz iskolatársa, gyakran piszkál másokat, de képes jó dolgot is tenni.
- Lili – Rafi malac iskolatársa, Nándi első „szerelme”.
- Ferkó – Rafi nyúl iskolatársa, Babi barátja. Ideköltözésekor Rafiék azt hitték, hogy egy őrült tudós, mivel rettenetesen okos.
- Tülkösi tanár úr – Rafiék kecske tanítója.
- Don Toro – Nándi apja, a helyi kovács, bölcs és igazságos.
- Kalauz – A vasúti kalauz, a Hunyori család közeli barátja.
- Kapitány – Öreg tengerész komondor, a sorozat harmadik évadjában gyakran segít Rafiéknak, és tanácsokat ad nekik.
- Náncsi néni – A városi vegyesbolt kecske tulajdonosa.
- Vili – A Rafiék farmján élő birkanyáj vezére, néha éppen olyan őrült ötletei vannak, mint Rafinak. Legtöbbször okosabbnak hiszi magát a nyáj többi tagjánál, és igyekszik őket mindenféle őrült dologra rávenni.
- Shirley – Vili párja, a sorozat harmadik évadjától. Barna frizurája van, és rózsaszín fejkendőt visel.
- Samu, Soma és Mimi – Rafi unokái, akiknek gyermekkorának kalandos történeteit meséli el.
- Ciara – Rafi lánya, Samu, Soma és Mimi gondoskodó édesanyja. Ismeri már Rafi gyerekkorának történeteit, hiszen annak idején neki is sokszor mesélte.

## Magyar hangok
- Hamvas Dániel – Rafi (fiatal)
- Cs. Németh Lajos – Rafi (idős)
- Czető Roland – Nándi (fiatal)
- Sági Tímea – Dana
- Talmács Márta – Babi (fiatal)
- Bodrogi Attila – Rafi apja
- Lázár Erika – Főcímdalénekes / Rafi anyja (1. évad)
- Farkas Zita – Rafi anyja (2-3. évad)
- Lázár Sándor (1. évad), Faragó András (2-3. évad) – Tülkösi tanár úr
- Szokol Péter – Hektor
- Maday Gábor – Vili
- Seder Gábor – Kalauz
- Gruiz Anikó (1. évad), Németh Kriszta (2-3. évad) – Ciara
- Németh Gábor – Don Toro
- Molnár Ilona – Mimi
- Baráth István – Samu
- Jelinek Márk – Soma
- Csuha Lajos – Nándi (idős) (2. évad)
- Timkó Eszter – Babi (idős) (3. évad)
- Versényi László – Kapitány (3. évad)
- Bognár Gyöngyvér – Shirley (3. évad)
- Kárpáti Tibor – Narrátor

## Epizódok
| #             | Magyar cím                  | Eredeti cím                             | Eredeti premier      |
| ------------- | --------------------------- | --------------------------------------- | -------------------- |
|               |                             |                                         |                      |
| ELSŐ ÉVAD     |                             |                                         |                      |
|               |                             |                                         |                      |
| 01.           | Az almáspite                | Pie Filling                             | 2003. szeptember 7.  |
|               |                             |                                         |                      |
| 02.           | A mindenttudó lazac         | Salmon of Knowledge                     | 2003. szeptember 14. |
|               |                             |                                         |                      |
| 03.           | Nándi, a bogár              | Ferny is a Bug                          | 2003. szeptember 21. |
|               |                             |                                         |                      |
| 04.           | A felügyelő                 | The Case of Big Sty                     | 2003. szeptember 28. |
|               |                             |                                         |                      |
| 05.           | Horgászkaland               | All Night Long                          | 2003. október 12.    |
|               |                             |                                         |                      |
| 06.           | A tökéletes kép             | Picture Perfect                         | 2003. október 19.    |
|               |                             |                                         |                      |
| 07.           | Ismeretlen ismerős          | Teacher Creature                        | 2003. november 2.    |
|               |                             |                                         |                      |
| 08.           | Babi babája                 | Molly’s Dolly                           | 2003. november 9.    |
|               |                             |                                         |                      |
| 09.           | A bunshee dala              | Song of the Banshee                     | 2003. november 16.   |
|               |                             |                                         |                      |
| 10.           | A sárkánytojás              | Our Dragon’s Egg                        | 2003. december 21.   |
|               |                             |                                         |                      |
| 11.           | Visszajött a macska!        | The Cat Came Back                       | 2003. december 28.   |
|               |                             |                                         |                      |
| 12.           | A jó szomszéd               | Good Neighbour                          | 2004. január 4.      |
|               |                             |                                         |                      |
| 13.           | Rock az óra körül           | Rock Around the Cluck                   | 2004. február 22.    |
|               |                             |                                         |                      |
| 14.           | Szamárból versenyló         | Donkeys Into Racehorses                 | 2004. február 29.    |
|               |                             |                                         |                      |
| 15.           | A hoppáré                   | Fir Not                                 | 2004. március 8.     |
|               |                             |                                         |                      |
| 16.           | Legendák hősei              | The Legend of Raloo                     | 2004. március 15.    |
|               |                             |                                         |                      |
| 17.           | Az elbitangolt birka        | Sheep on the Loose                      | 2004. március 22.    |
|               |                             |                                         |                      |
| 18.           | A kiömlött tej              | Milk Melodrama                          | 2004. március 29.    |
|               |                             |                                         |                      |
| 19.           | Kincsvadászok               | Treasure Hunt                           | 2004. április 18.    |
|               |                             |                                         |                      |
| 20.           | Az új legjobb barátok       | New Best Friends                        | 2004. április 11.    |
|               |                             |                                         |                      |
| 21.           | Csak fiúknak!               | No Girls Allowed                        | 2004. április 4.     |
|               |                             |                                         |                      |
| 22.           | A troll                     | For Whom the Bell Trolls                | 2004. május 16.      |
|               |                             |                                         |                      |
| 23.           | Mi hír, mi nem hír!         | A Little Bit of Something Extra! Extra! | 2004. május 23.      |
|               |                             |                                         |                      |
| 24.           | Nándi kalandja              | Ferny Gets a Crush                      | 2004. május 30.      |
|               |                             |                                         |                      |
| 25.           | A jobb karom                | My Right Arm                            | 2004. június 20.     |
|               |                             |                                         |                      |
| MÁSODIK ÉVAD  |                             |                                         |                      |
|               |                             |                                         |                      |
| 26.           | Szerencsemalac              | Lucky U                                 | 2004. június 27.     |
|               |                             |                                         |                      |
| 27.           | Merész Jávor                | Ferny Wears the Star                    | 2004. szeptember 5.  |
|               |                             |                                         |                      |
| 28.           | Babi báránykája             | Molly Had a Little Lamb                 | 2004. szeptember 12. |
|               |                             |                                         |                      |
| 29.           | Ne ítélj korán!             | Trial and Error                         | 2004. szeptember 19. |
|               |                             |                                         |                      |
| 30.           | Ne ess eső, ne ess!         | Rain, Rain Go Away                      | 2004. szeptember 26. |
|               |                             |                                         |                      |
| 31.           | Ír fiesta, spanyol utazás   | A Touch of Spain                        | 2004. október 3.     |
|               |                             |                                         |                      |
| 32.           | Dana unokatestvére          | Dannan’s American Cousin                | 2004. október 10.    |
|               |                             |                                         |                      |
| 33.           | A Thor                      | Waking Thor                             | 2004. október 31.    |
|               |                             |                                         |                      |
| 34.           | Apa szabadnapja             | Father’s Day                            | 2004. november 7.    |
|               |                             |                                         |                      |
| 35.           | Babi, a nagylány            | Growing Pains                           | 2004. november 28.   |
|               |                             |                                         |                      |
| 36.           | Dana jiggel                 | Dannan Does a Jig                       | 2004. december 26.   |
|               |                             |                                         |                      |
| 37.           | Az elveszett lóhere üldözői | Searching for a Shamrock                | 2005. január 9.      |
|               |                             |                                         |                      |
| 38.           | Kívánj egy mesét!           | Wish Upon a Story                       | 2005. január 16.     |
|               | Kívánj egy mesét!           | Wish Upon a Story                       |                      |
| 39.           | Kívánj egy mesét!           | Wish Upon a Story                       | 2005. január 23.     |
|               |                             |                                         |                      |
| 40.           | Kerge káposzta              | The Creepy Cabbages of County Galway    | 2005. január 30.     |
|               |                             |                                         |                      |
| HARMADIK ÉVAD |                             |                                         |                      |
|               |                             |                                         |                      |
| 41.           | A kísértethajó              | The Haunted Shipwreck                   | 2006. szeptember 18. |
|               |                             |                                         |                      |
| 42.           | A majom                     | The Monkey                              | 2006. szeptember 19. |
|               |                             |                                         |                      |
| 43.           | A könyvekről                | Judging a Book by its Cover             | 2006. szeptember 20. |
|               |                             |                                         |                      |
| 44.           | A puszedli                  | Macarooned                              | 2007. január 18.     |
|               |                             |                                         |                      |
| 45.           | Raloo rock                  | Return of the Raloo Rockers             | 2006. szeptember 21. |
|               |                             |                                         |                      |
| 46.           | A sárkány                   | How Much is that Dragon in the Window?  | 2006. szeptember 22. |
|               |                             |                                         |                      |
| 47.           | Az ajándék                  | The Gift                                | 2006. szeptember 26. |
|               |                             |                                         |                      |
| 48.           | A gálya                     | Mi Galeon                               | 2006. szeptember 25. |
|               |                             |                                         |                      |
| 49.           | Hektor, a hős               | Hector's Hero                           | 2007. január 15.     |
|               |                             |                                         |                      |
| 50.           | Viselkedj rendesen!         | Mind Your Manners                       | 2007. január 19.     |
|               |                             |                                         |                      |
| 51.           | A mesemondó                 | Tale Spinner                            | 2006. szeptember 27. |
|               |                             |                                         |                      |
| 52.           | Babi szerint a világ        | The World According to Molly            | 2007. január 23.     |
|               |                             |                                         |                      |